# Darrell Ware
Pour les articles homonymes, voir Ware.

Darrell Ware, de son vrai nom Darrell Pascal Ware, est un scénariste américain né le 29 juillet 1906 à Plainview (Minnesota) et mort le 26 mai 1944 à Los Angeles (Californie)

## Filmographie
- 1937 : Big Town Girl d'Alfred L. Werker
- 1937 : J'ai deux maris de Walter Lang
- 1937 : Life Begins in College (en) de William A. Seiter
- 1937 : Jeux de dames (Wife, Doctor and Nurse) de Walter Lang
- 1938 : La Vie en rose d'Irving Cummings
- 1938 : Patrouille en mer de John Ford
- 1939 : Charlie McCarthy, Detective de Frank Tuttle
- 1939 : Hôtel pour femmes de Gregory Ratoff
- 1940 : Sous le ciel d'Argentine d'Irving Cummings
- 1940 : Public Deb No. 1 de Gregory Ratoff
- 1940 : I Was an Adventuress de Gregory Ratoff
- 1940 : Il épouse sa femme (en) de Roy Del Ruth
- 1941 : Week-end à la Havane de Walter Lang
- 1941 : Un Yankee dans la RAF de Henry King
- 1941 : Tall, Dark and Handsome de H. Bruce Humberstone
- 1942 : Jordan le révolté de Frank Tuttle
- 1942 : Ce que femme veut (Orchestra Wives) d'Archie Mayo
- 1942 : Mon amie Sally d'Irving Cummings
- 1943 : Dixie d'A. Edward Sutherland
- 1944 : L'Amour cherche un toit de Sidney Lanfield
- 1945 : La Duchesse des bas-fonds de Mitchell Leisen
- 1945 : L'Or et les Femmes de Sidney Lanfield
- 1950 : Ma brute chérie (Love that brute) d'Alexander Hall (remake de Tall, Dark and Handsome)

## Distinctions
- Oscars 1942 : nomination pour l'Oscar du meilleur scénario original (Tall, Dark and Handsome), conjointement avec Karl Tunberg